# Delapril

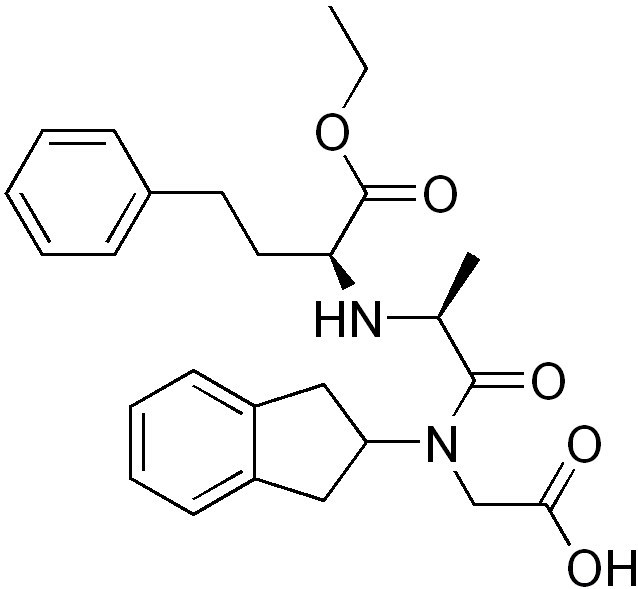
Delapril

Delapril é um medicamento do tipo IECA, inibidor da enzima conversora da angiotensina. É indicado para tratamento de Hipertensão arterial.